# Strážný (ort)
Strážný är en köping i Tjeckien.   Den ligger i regionen Södra Böhmen, i den sydvästra delen av landet, 140 km söder om huvudstaden Prag. Strážný ligger 840 meter över havet och antalet invånare är 348.
Terrängen runt Strážný är huvudsakligen kuperad, men åt nordväst är den platt.Runt Strážný är det glesbefolkat, med 13 invånare per kvadratkilometer. Närmaste större samhälle är Volary, 12,1 km öster om Strážný. I omgivningarna runt Strážný växer i huvudsak blandskog.